# テーペン
テーペン (ドイツ語: Töpen) は、ドイツ連邦共和国バイエルン州オーバーフランケン行政管区ホーフ郡に属する町村（以下、本項では便宜上「町」と記述する）で、ファイリッチュ行政共同体の一員。この町は郡の北部に位置し、ザクセン州およびテューリンゲン州と境を接する。

## 地理
テーペンは、かつてはドイツ=ドイツ国境であったクプファーバッハ川の渓谷に位置する。主要地区の人口はわずか900人、自治体全体の人口は1,200人強である。
この町を連邦道B2が走っている。また、わずか数kmのところにアウトバーンA72のホーフ/テーペン・インターチェンジがある。

### 自治体の構成
この町は、公式には9つの地区 (Ort) からなる。このうち孤立農場などを除く集落を以下に列記する。
- ホーエンドルフ
- イザール
- オーバーティーフェンドルフ
- テーペン

この町に属する、テューリンゲン州との境界に位置する小集落メドラロイトは、第二次世界大戦後の冷戦期に旧東西ドイツによって分断され、両地区を隔てる壁が建設されていたことで知られている。

## 歴史
最初に入植が始まった時代は不明だが、この町が初めて文献に登場するのは、1310年のことである。名前の「Töpen」は、「湿った低地」を意味するマインウェンド語由来であると推測されている。1200年頃、フェクテ・フォン・ヴァイダがこの地域一帯、テーペンの領主となった。この一門は約200年後に断絶し、血縁関係のある他家に移った。
1390年から、今日の聖マルティン教会の前身となる教会が創設された。テーペンは、まずテューリンゲンのゲーフェルの支部教会となった。現在の教会は、拡大、修復がなされている。1528年からこの教会は福音派に改宗した。
テーペンに住んだ有名な人物にジャン・パウルがいる。彼は、1786年から1789年に、現在も残るウンテーレン・シュロス（下の城）で家庭教師を務めた。

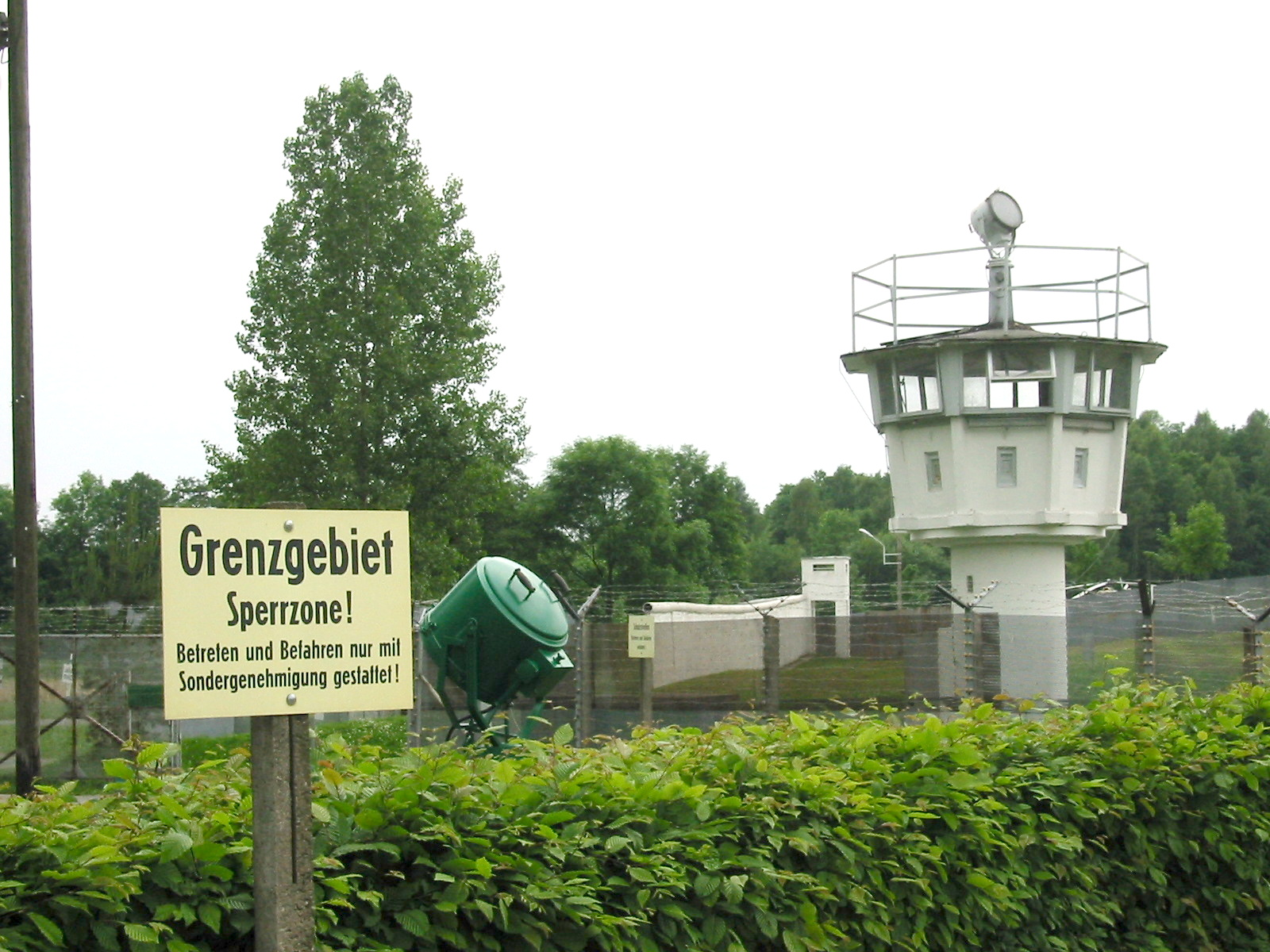

1524年から始まったブランデンブルク＝バイロイト侯領とザクセン選帝侯領との国境貿易は、20世紀になってから、特に国境に位置していたメドラロイト村に深い傷を負わせる結果となった。1945年、メドラロイトの集落の中を流れる小川に沿って国境が引かれ、鉄のカーテンによってこの集落はBRD地域とDDR地域とに分けられた。そしてアウトバーンA9（ミュンヘン - ベルリン線）が封鎖されたことによる迂回路の国境検問所が1966年にこの村に設けられた(Töpen-Huchhöh)。1989年、ドイツ=ドイツ国境が開放され、この村の国境の村の役割は終わった。しかし、旧DDR地区はテューリンゲン州ゲーフェル、旧BRD地区はバイエルン州テーペンとその領域は未だに分断されたままである。

## 現在の町
教会を中心としたこの町は、田舎風の様子を帯びていた。ここ数年の適切な村の刷新措置により中心部は完全に改造された。村の端には、巨大な倉庫と2つの食品販売所が作られた。村の周辺には、かつての立ち入り禁止区域や、ザーレ川の渓谷をめぐる多くの遊歩道が設けられた。

## 特別行事

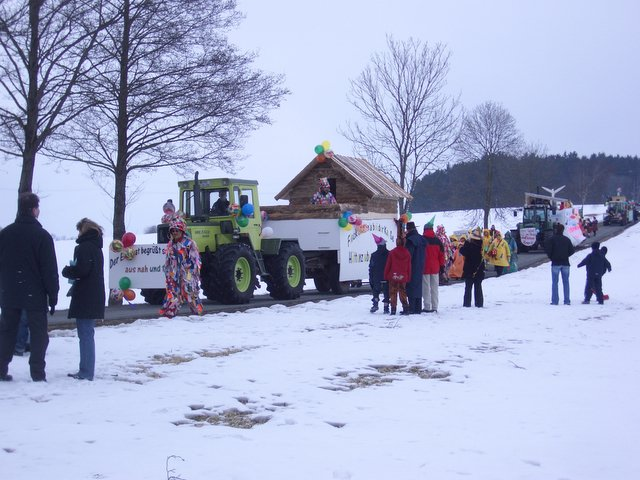
2006年の仮装行列の様子

テーペン・カーニバル団体は、2年に一度、ホーヘンドルフからテーペンまでの大規模な謝肉祭の仮装行列を開催している。

## 引用
1. ↑  https://www.statistikdaten.bayern.de/genesis/online?operation=result&code=12411-003r&leerzeilen=false&language=de Genesis-Online-Datenbank des Bayerischen Landesamtes für Statistik Tabelle 12411-003r Fortschreibung des Bevölkerungsstandes: Gemeinden, Stichtag (Einwohnerzahlen auf Grundlage des Zensus 2011)
2. ↑  Bayerische Landesbibliothek Online